# Associazione Calcio Novara 1963-1964
Questa voce raccoglie le informazioni riguardanti l'Associazione Calcio Novara nelle competizioni ufficiali della stagione 1963-1964.

## Rosa
| N. |                   | Ruolo | Calciatore       |
| -- | ----------------- | ----- | ---------------- |
|    | Italia (bandiera) | A     | Claudio Beretta  |
|    | Italia (bandiera) | C     | Luigi Bodi       |
|    | Italia (bandiera) | A     | Enrico Bramati   |
|    | Italia (bandiera) | C     | Bruno Canto      |
|    | Italia (bandiera) | D     | Danilo Colombo   |
|    | Italia (bandiera) | C     | Luciano Covre    |
|    | Italia (bandiera) | A     | Filini           |
|    | Italia (bandiera) | P     | Bruno Fornasaro  |
|    | Italia (bandiera) | A     | Renato Gavinelli |
|    | Italia (bandiera) | C     | Luigi Giannini   |
|    | Italia (bandiera) | P     | Fausto Lena      |
|    | Italia (bandiera) | D     | Pietro Lomazzi   |

| N. |                   | Ruolo | Calciatore              |
| -- | ----------------- | ----- | ----------------------- |
|    | Italia (bandiera) | C     | Angelo Maccarini        |
|    | Italia (bandiera) | A     | Norberto Mascheroni (I) |
|    | Italia (bandiera) | A     | Paolo Mentani           |
|    | Italia (bandiera) | A     | Giorgio Milanesi        |
|    | Italia (bandiera) | A     | Angelo Pereni           |
|    | Italia (bandiera) | D     | Roberto Ranghino        |
|    | Italia (bandiera) | C     | Giovanni Sanna          |
|    | Italia (bandiera) | A     | Carlo Tacca             |
|    | Italia (bandiera) | C     | Celestino Testa         |
|    | Italia (bandiera) | D     | Giovanni Udovicich      |
|    | Italia (bandiera) | D     | Umberto Volpati         |